# Miguel Martínez de Leiva
Miguel Martínez de Leiva fue un médico, cirujano y dentista español del siglo xvi.

## Biografía
Natural de Santo Domingo de la Calzada (La Rioja), estudió medicina en la Universidad de Salamanca como discípulo del doctor Alderete. Andrés Zamudio de Alfaro, protomédico de Felipe II, fue su condiscípulo y amigo. Ejerció la cirugía en Sevilla y viajó por Europa practicando la odontología. Estuvo en León y Zaragoza durante epidemias de peste; en la que desde 1581 hasta 1583 afectó a Sevilla, Martínez de Leiva asistió a muchas personas en el hospital y pueblos cercanos como Lora del Río. Además de ser médico militar, llegó a ser protomédico y dentista de Felipe II. Escribió una obra titulada Remedios preservativos y curativos para en tiempo de la peste, y otras curiosas experiencias (Madrid, 1597). En ella, al igual que Valentín de Andosilla Salazar, afirmaba que la epidemia de peste Atlántica de 1596-1602 no era realmente peste, sino una enfermedad nueva. Cuenta además con un capítulo dedicado al tabardete.